# Jamon Brown
Jamon Brown (Louisville, 15 marzo 1993) è un giocatore di football americano statunitense che milita nel ruolo di offensive tackle per i Chicago Bears della National Football League (NFL).

## Carriera

### St. Louis/Los Angeles Rams
Dopo avere giocato al college a football all'Università di Louisville, Brown fu scelto nel corso del terzo giro (72º assoluto) del Draft NFL 2015 dai St. Louis Rams. Debuttò come professionista partendo come titolare nella gara del primo turno contro i Seattle Seahawks. Il 17 novembre fu inserito in lista infortunati a causa di una frattura alla gamba, chiudendo la sua stagione da rookie con nove presenze, tutte come titolare.